# Mühlbachl

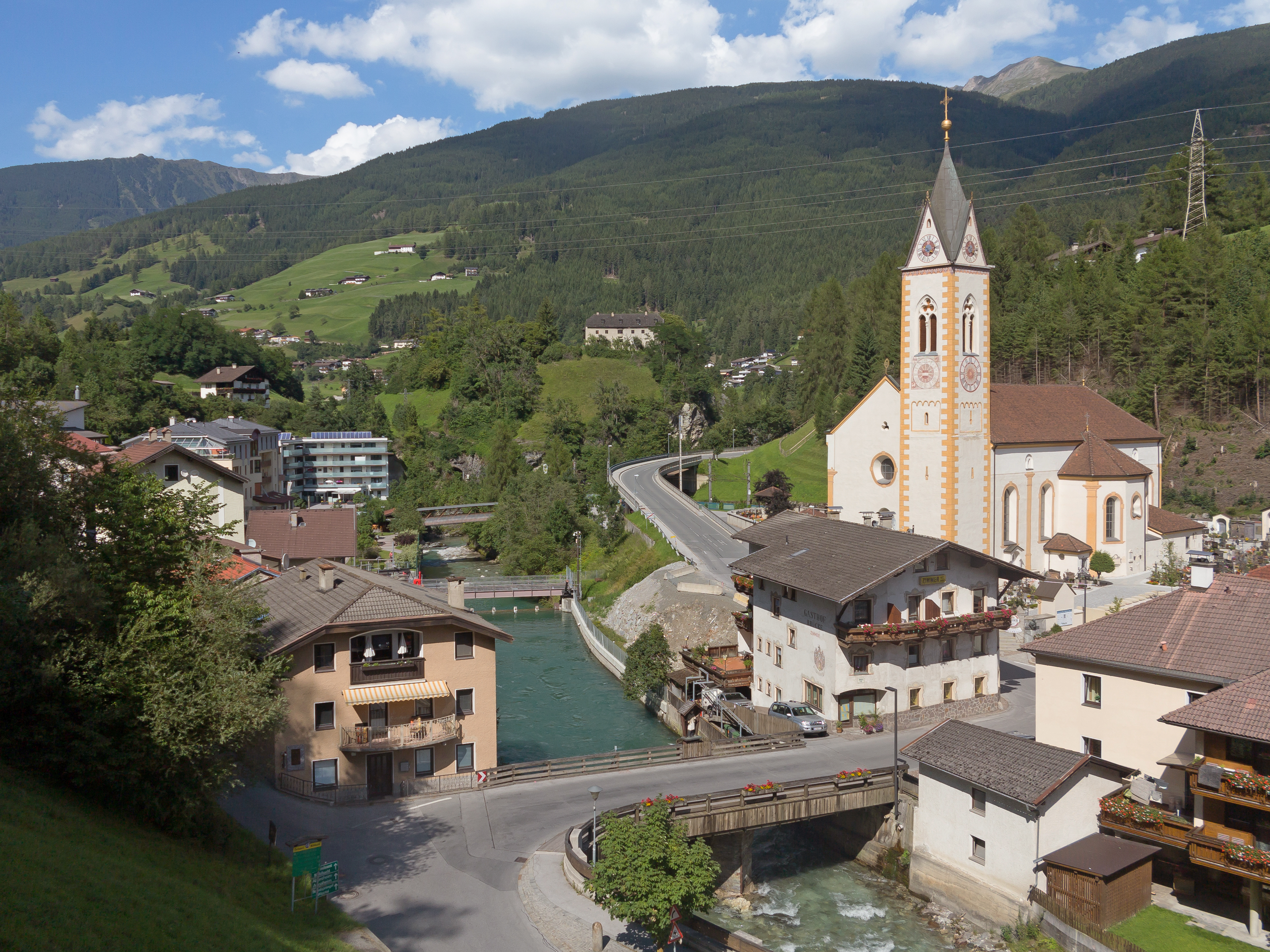
Blick auf Altstadt mit der Pfarrkirche Matrei (bereits auf Pfonser Gebiet)

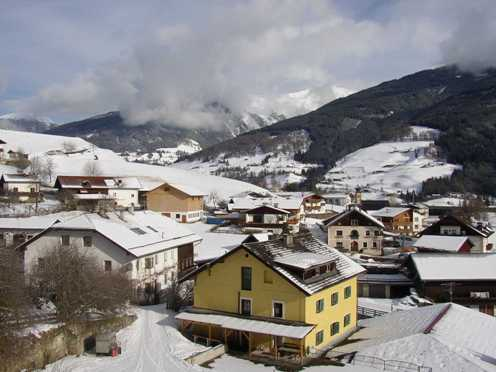
Blick über Mützens

Mühlbachl ist eine ehemalige Gemeinde mit zuletzt 1453 Einwohnern (Stand 1. Jänner 2021) im Bezirk Innsbruck-Land in Tirol (Österreich). Die ehemalige Gemeinde liegt im Gerichtsbezirk Innsbruck.
Die Gemeinden Mühlbachl und Pfons und die Marktgemeinde Matrei am Brenner wurden mit 1. Jänner 2022 zur neuen gleichnamigen Marktgemeinde Matrei am Brenner zusammengelegt.

## Geografie
Mühlbachl liegt auf der Westseite des nördlichen Wipptals. Das weitläufige Gemeindegebiet erstreckt sich vom Südabhang des Schönbergs entlang des Matreiwaldes bis zur Gemeindegrenze mit Steinach, bei der Mündung des Navistales. In vielerlei Hinsicht ist Mühlbachl mit Matrei am Brenner, Pfons sowie teilweise mit Navis verbunden. Der höchste Punkt ist mit 2717 m ü. A. der Gipfel der Serles, den Goethe als „Hochaltar von Tirol“ bezeichnete.

### Gemeindegliederung
Die gleichnamige Katastralgemeinde ist mit der ehemaligen Gemeinde deckungsgleich, das Gemeindegebiet gliederte sich in sieben Ortschaften (in Klammern Einwohnerzahl Stand 1. Jänner 2024):
- Altstadt (24)
- Matreiwald (61)
- Mühlbachl (61)
- Mützens (381)
- Obfeldes (29)
- Statz (594)
- Zieglstadl (290)

## Geschichte
Das Gebiet um Mühlbachl, Matrei und Pfons war schon vor über 3000 Jahren besiedelt. In Mühlbachl treffen sich zwei wichtige Handelswege, die Brennerstraße nach Innsbruck und die alte Salzstraße nach Hall. In dieser Gegend wurden antike Gräberfelder entdeckt. Aus der großen Anzahl der Grabbeigaben kann man schließen, dass es im Mühlbachler Raum eine wohlhabende prähistorische Siedlung gegeben hat.
Auf dem Schlosshügel befand sich wahrscheinlich die römische Straßenstation Matreyum.
Nachdem in einer Tauschurkunde aus der Zeit zwischen 995 und 1005 ein molendinum (‚kleine Mühle‘) bezeugt ist, ist der heutige Name erstmals 1292 als Mulepach in einer Rechnungslegung des Probstes von Innsbruck festgehalten worden.
Die sogenannte vordere Veste Matrei wurde im 12. Jahrhundert erbaut. Sie befand sich im Besitz der Grafen von Andechs, daraufhin fiel die Burg an Heinrich von Neiffen.
Die später erbaute hintere Veste Matrei ging an die den Habsburgern dienstpflichtigen Herrn von Matrei über. 1369 vermachte die einzige Tochter der Herrn von Matrei die Burg ihrem Gemahl Hans Trautson von Sprechenstein. Heute ist die Burg im Besitz der Fürsten von Auersperg. In den letzten Tagen des Zweiten Weltkrieges wurde das Schloss Trautson durch Bombenangriffe großteils zerstört. Heute steht vom Schloss nur noch ein Wirtschaftsgebäude.
Eine Gemeindezusammenlegung mit Matrei und Pfons wurde 1974 durch eine Volksabstimmung abgelehnt, bei einer weiteren Volksabstimmung 2020 aber befürwortet. 2022 fusionierte Mühlbachl mit Matrei und Pfons zur Gemeinde Matrei am Brenner.

### Bevölkerungsentwicklung
EinwohnerJahr60070080090010001100120013001400186018901920195019802010EinwohnerEinwohnerentwicklung von Mühlbachl

## Kultur und Sehenswürdigkeiten
- Auf 1641 m liegt das Wallfahrtskloster Maria Waldrast. 1429 wurde ein Gotteshaus errichtet und 1621 der Grundstein zu einem Servitenkloster gelegt.[3]
- Die Kapelle Hll. Peter und Paul in Mützens wurde 1236 erwähnt.[3]
- Burgruinen Matrei und Burg Raspenbühel[3]
- Brennerwerk: Wasserschloss und Überlauf aus 1899[3]

### Vereine
Das rege Vereinsleben erstreckt sich über die drei ehemaligen Gemeinden Matrei, Mühlbachl und Pfons:
- Musikkapelle Matrei-Mühlbachl-Pfons (gegründet 1683, eine der ältesten Musikkapellen Tirols)
- Schützenkompanie Matrei a. Br. und Umgebung
- Freiwillige Feuerwehr Mühlbachl (gegründet 1891), Sportverein Matrei u. Umgebung
- Alpenverein
- Naturfreunde
- Theaterverein
- Schützengilde
- Bogensportclub
- Chor
- Eisschützen
- Jungbauernschaft-Landjugend
- Pensionistenverein

## Wirtschaft und Infrastruktur

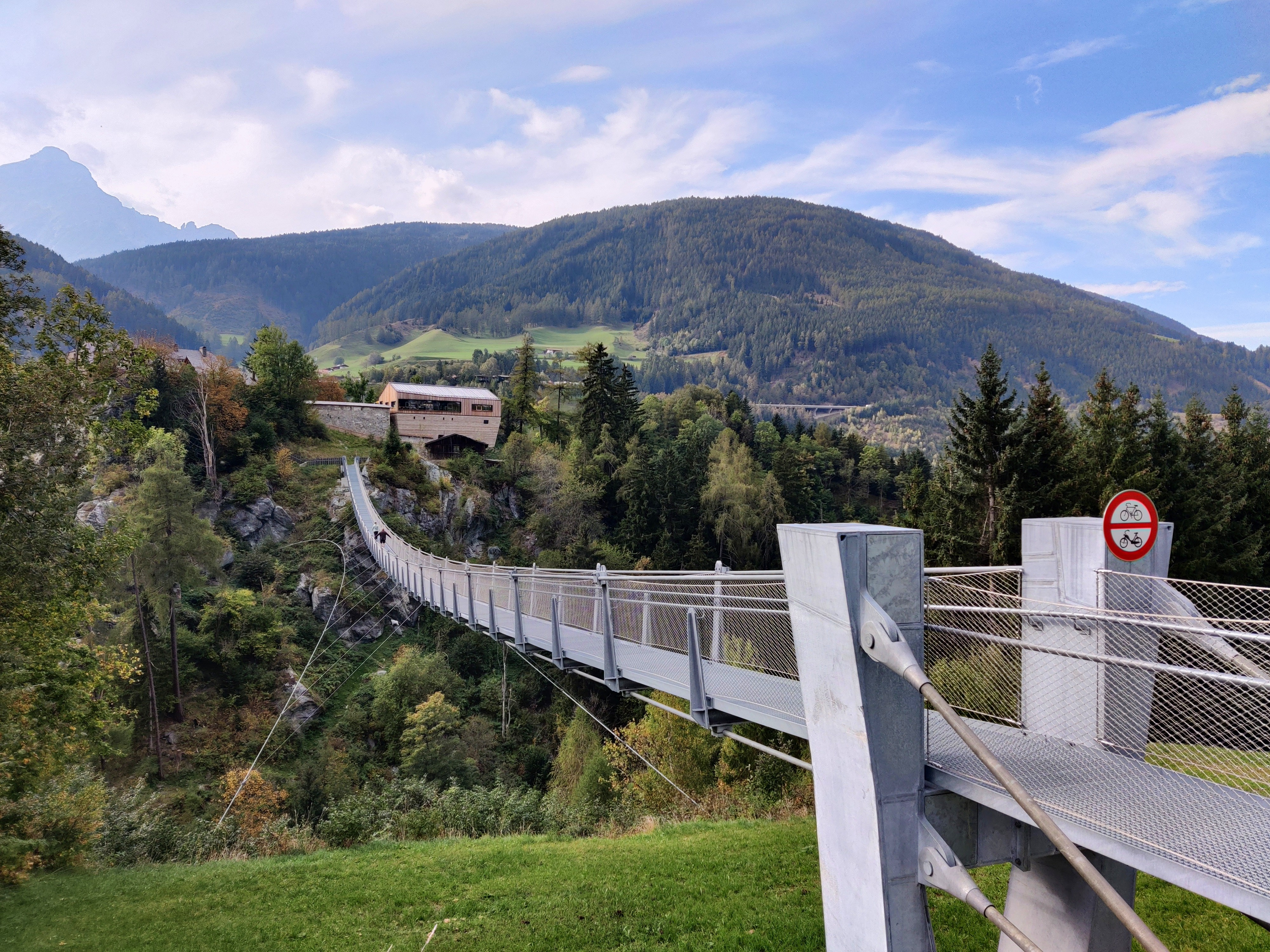
Hängebrücke

### Verkehr
Durch Mühlbachler Gebiet führen die Brennerbahn, die Brennerautobahn A 13, die Brennerstraße B 182 und die Ellbögener Straße L 38. Der nächstgelegene Bahnhof ist im Ort Matrei. Seit 2020 verbindet eine Fußgänger-Hängebrücke Mühlbachl mit Pfons.

## Politik
Die letzten Bürgermeisterwahlen fanden gleichzeitig mit den Gemeinderatswahlen am 28. Februar 2016 statt. Bis zur Gemeindefusionierung 2022 war Alfons Rastner Bürgermeister von Mühlbachl. Er hatte dieses Amt fast 30 Jahre inne.
| Partei              | Prozent | Stimmen | Sitze im Gemeinderat |
| ------------------- | ------- | ------- | -------------------- |
| Gemeindeliste       | 64,98 % | 449     | 9                    |
| Aktiv für Mühlbachl | 35,02 % | 242     | 4                    |

Im Herbst 2020 hat die Bevölkerung für eine Gemeindefusion mit Matrei und Pfons votiert.

### Wappen
Blasonierung:
„In Blau ein silbernes Mühlrad, links beseitet von einem silbernen Wellenpfahl.“
Das Gemeindewappen wurde 1979 von der Landesregierung verliehen. Mühlrad und Bach versinnbildlichten als redendes Wappen den Gemeindenamen und bezogen sich auf die zahlreichen Mühlen, die sich entlang des Waldrasterbaches befanden.

## Persönlichkeiten

### Söhne und Töchter der ehemaligen Gemeinde
- Johann Gratz (1849–1915), Landwirt und Politiker, Mitglied des Abgeordnetenhauses 1907–1915[7]